# Platypalpus longimanus
Platypalpus longimanus är en tvåvingeart som först beskrevs av Corti 1907.  Platypalpus longimanus ingår i släktet Platypalpus och familjen puckeldansflugor. Inga underarter finns listade i Catalogue of Life.